# 處男
處男，或稱青頭仔（香港）、花仔、童男、童子、在室男、童子軍、童子雞或童貞（日語漢字）等執，處男一詞為相對應處女一詞而產生。
處男的定義，如同處女般並不明確，通常指陰莖沒有進入陰道或肛門經驗的男性。

### 現代衍生用法
處男也專指男性的首次經驗，不再指性經驗，如男模特兒首次的舞臺秀，會表示為處男秀。
如沒交過女朋友或宅男，也會稱作處男。

### 現代負面用法
在一些父權社會中，男性早有性經驗被視為光榮，而較晚發生性行為或仍然是處男，則可能遭受嘲笑甚至霸凌，被視為未成熟或尚未成為「真正男人」的標誌。相比之下，女性若過早發生性行為，則往往會遭到批評甚至羞辱，這體現了性別上的雙重標準，也是一種性別歧視的行為。
在這樣的社會中，一些男性和持有傳統觀念的女性，可能會嘲笑那些較晚發生性行為或尚未有性經驗的男性。
然而，隨着時代的變遷和女性主義的興起，提倡性別平等的觀念逐漸普及，社會對待處男的態度也在變得更加包容，類似於對處女的看法，甚至被認為是男性自律的一種表現。